# Modèle atomique
Un modèle atomique est une représentation théorique des propriétés de l'atome. En effet, l'atome est très petit et, même s'il existe au XXIe siècle des appareils qui permettent de l'observer et de le manipuler directement, il est difficile de cerner l'ensemble de ses propriétés. Plusieurs modèles ont été proposés depuis l'Antiquité jusqu'au XXIe siècle. Les modèles atomiques, du tout premier jusqu'au modèle actuel, comportent des limites.

## Histoire
Les Grecs de l'Antiquité se sont intéressés à la nature de la matière. Empédocle d'Agrigente (vers le Ve siècle av. J.-C.) affirmait que la matière était composée de quatre éléments : l'eau, l'air, la terre et le feu. Démocrite (460-370 av. J.-C.) affirmait que la matière était constituée de petites particules qu'il nomma atomos (indivisible en grec ancien). Au contraire, Aristote (384-322 av. J.-C.) affirmait que la matière était divisible à l'infini. Pour des raisons philosophiques, la théorie d'Aristote domina jusqu'au XIXe siècle.
Au XVIIIe siècle, Antoine de Lavoisier (1743-1794) énonce que, lors d'une réaction chimique, la masse des réactifs est égale à la masse des produits>. Cette observation est souvent exprimée par la phrase : « Rien ne se perd, rien ne se crée, tout se transforme ». Bien que la science ait fait de notables progrès depuis cette époque, elle est un principe qui reste encore vrai au XXIe siècle.
En 1808, John Dalton connaît les travaux de Lavoisier et propose un modèle qui reprend l'idée de base du modèle atomique de Démocrite : la matière est constituée de particules indivisibles. Il a développé le modèle atomique de Dalton qui s'appuie sur quelques principes :
1. Les atomes, particules extrêmement petites et indivisibles, constituent la matière.
2. Tous les atomes d'un même élément chimique sont identiques.
3. Si un élément chimique est différent d'un autre, alors les atomes qui le composent sont différents.
4. Les atomes d'éléments chimiques différents peuvent se combiner, selon des proportions définies, pour former des composés.
5. Les réactions chimiques amènent la création de nouvelles substances, mais le principe de Lavoisier est toujours respecté.

En 1897, J.J. Thomson étudie les rayonnements se propageant dans les tubes cathodiques. De ses études, il conclut que des particules négatives y circulent. Ces particules, appelées « électrons », proviennent de l'atome et s'en détachent facilement. Il propose un modèle atomique qui tient compte de l'existence des électrons : le modèle atomique de Thomson. Selon Thomson, l'atome ressemble à un muffin aux raisins : la pâte contient la charge positive de l'atome et les raisins représentent les électrons. Les atomes ne sont donc plus indivisibles, mais les autres propriétés énoncées par Dalton demeurent vraies.
En 1901, le physicien Jean Perrin compare l'atome à un système planétaire dans lequel le ou les charges d'électricité positive sont des soleils et les charges négatives des planètes, le tout gravitant sous l'effet des forces électriques et formant un ensemble électriquement neutre.
En 1911, Ernest Rutherford étudiait la radioactivité. À cette époque, les scientifiques savaient que les rayons alpha étaient électriquement positifs. Rutherford s'intéressait à l'emplacement des électrons dans le noyau et décida de bombarder une mince feuille d'or avec des rayons alpha. Il prévoyait que les rayons seraient légèrement déviés par les électrons, mais il découvrit que quelques rayons alpha « rebondissaient » comme s'ils avaient rencontré un mur, alors que la majorité des autres traversaient la feuille. Sachant que les particules de même charge électrique se repoussent, il en vint à la conclusion que l'atome était constitué d'un noyau petit, massif et chargé positivement et que les électrons tournaient autour du noyau de façon aléatoire. Ses observations le menèrent à créer le modèle atomique de Rutherford.
Ce modèle possède cependant une faille de taille. En effet, les électrons, chargés négativement, devraient être attirés par le noyau, chargé positivement. Si c'était le cas, il faudrait très peu de temps avant que les particules négatives et positives ne se touchent, mettant fin à l'existence de l'atome.
Pendant la même période, Niels Bohr étudie le spectre d'émission produit par différents éléments chimiques. Il remarque entre autres qu'un même élément chimique émet toujours les mêmes raies caractéristiques. Pour lui, ces raies ne peuvent être le fait que d'électrons en mouvement qui empruntent quelques « rails » précis : les orbitales électroniques. C'est en 1913 qu'il publie son modèle de l'atome : le modèle de Bohr (aussi appelé « modèle atomique de Rutherford-Bohr »). Selon son modèle, la lumière produite par les atomes provient des électrons qui « montent » sur des orbitales plus éloignées du noyau et qui, en retombant, émettent de la lumière : ils effectuent des transitions électroniques.
Bien qu'il explique les raies caractéristiques ainsi que pratiquement tous les comportements de l'atome observés par le passé, le modèle de Bohr ne parvenait pas à expliquer pourquoi le noyau n'éclatait pas, puisqu'il était constitué de protons, qui se repoussent.
En 1913, Henry Moseley (1887-1915) détermine expérimentalement, au moyen de rayons X, le nombre de protons de chaque élément. À partir de cette découverte, on classe les éléments en ordre croissant de numéros atomiques. Ce classement basé sur la structure de l'atome permet de mieux expliquer pourquoi certains éléments possèdent des propriétés semblables. référence: manuel synergie: 2e cycle du secondaire (2e année) manuel de l'élève STE p.:32 (repère)

En 1932, James Chadwick découvrit une nouvelle particule, de charge électrique nulle : le neutron. Son rôle est de justement « coller » les protons. Le modèle de Bohr put être facilement adapté pour tenir compte de cette nouvelle particule. Le modèle atomique simplifié fit son apparition. Il est dit simplifié, car d'autres modèles plus complexes firent leur apparition par après.
La mécanique quantique, science qui étudie le comportement de la matière à très petite échelle, se devait d'expliquer les atomes. Malgré sa complexité, le modèle de Schrödinger s'imposa. En effet, son utilisation demande une excellente maîtrise de concepts de mathématiques avancées, mais ce modèle explique avec précision pratiquement tous les comportements de l'atome. 
Dans les années 1960, le modèle standard fit son apparition. Il permet d'expliquer, en plus de l'électron, du proton et du neutron, l'existence de multiples particules subatomiques. 
Au XXIe siècle, les physiciens théoriciens recherchent activement un modèle expliquant ce qui est communément appelé l'Univers. Plusieurs théories ont vu le jour pour tenter de le décrire avec précision : théorie des supercordes, gravitation quantique à boucles, géométrie non commutative appliquée à la physique, etc.